# NGC 3349-1
NGC 3349-1 is een spiraalvormig sterrenstelsel in het sterrenbeeld Leeuw. Het hemelobject ligt in de buurt van NGC 3349-2.

## Synoniemen
- MCG 1-28-2
- ZWG 38.2
- VV 514
- PGC 31989